# 日本の消防
本記事では日本における消防（にほんにおけるしょうぼう）について説明する。

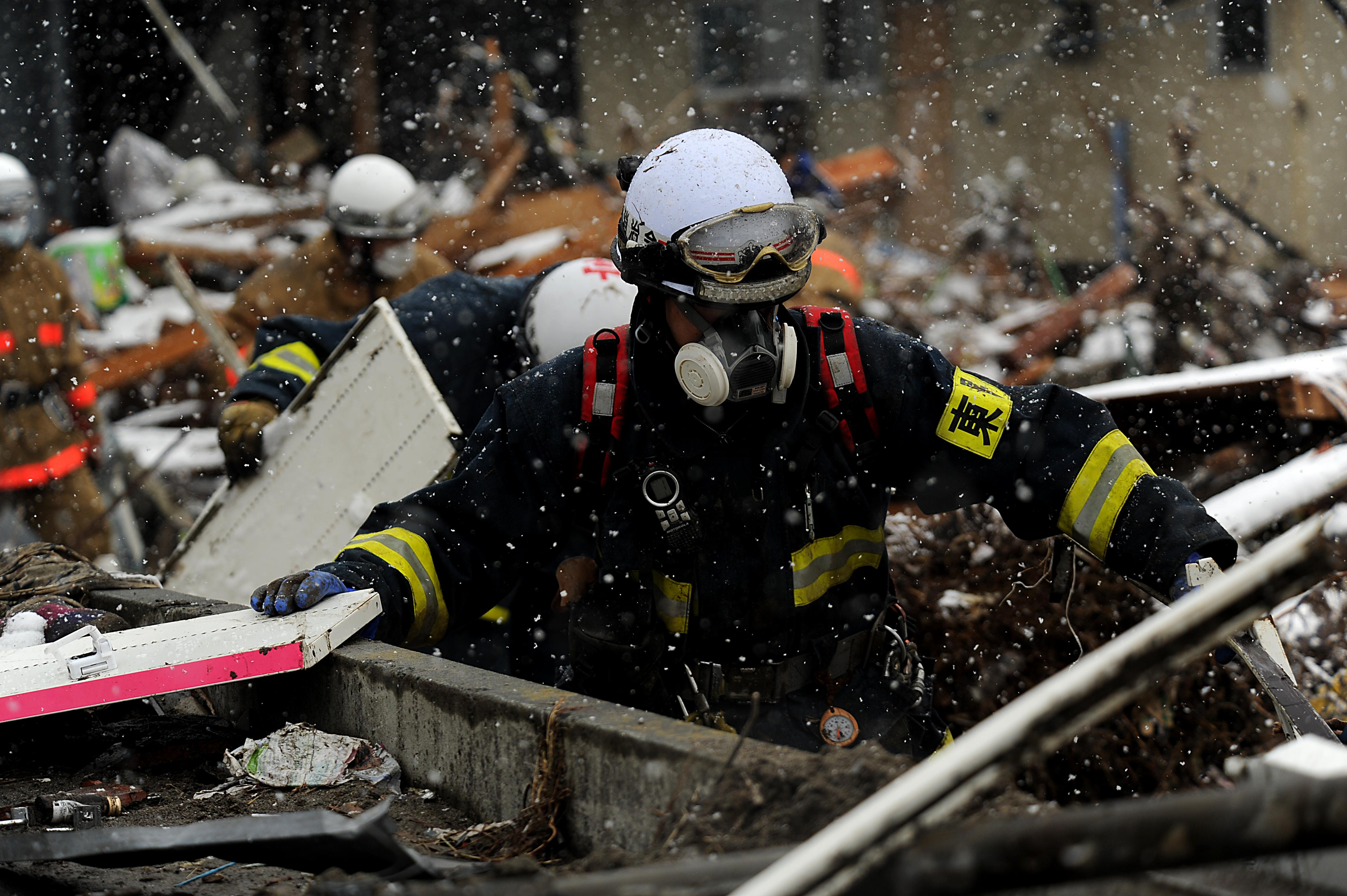
東日本大震災被災地で活動する消防隊員

## 歴史

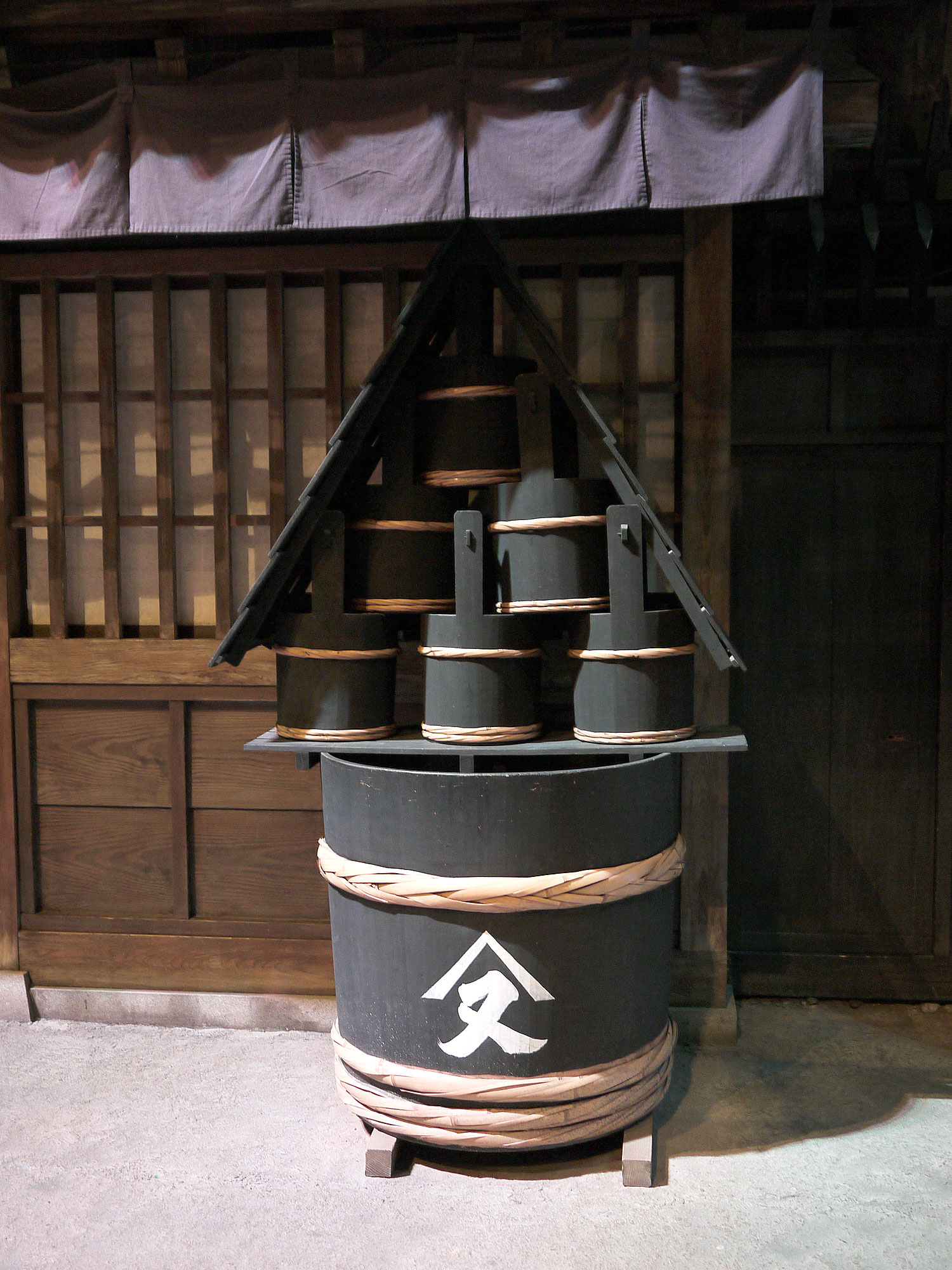
江戸の町中に常設されていた消防用の桶（深川江戸資料館）

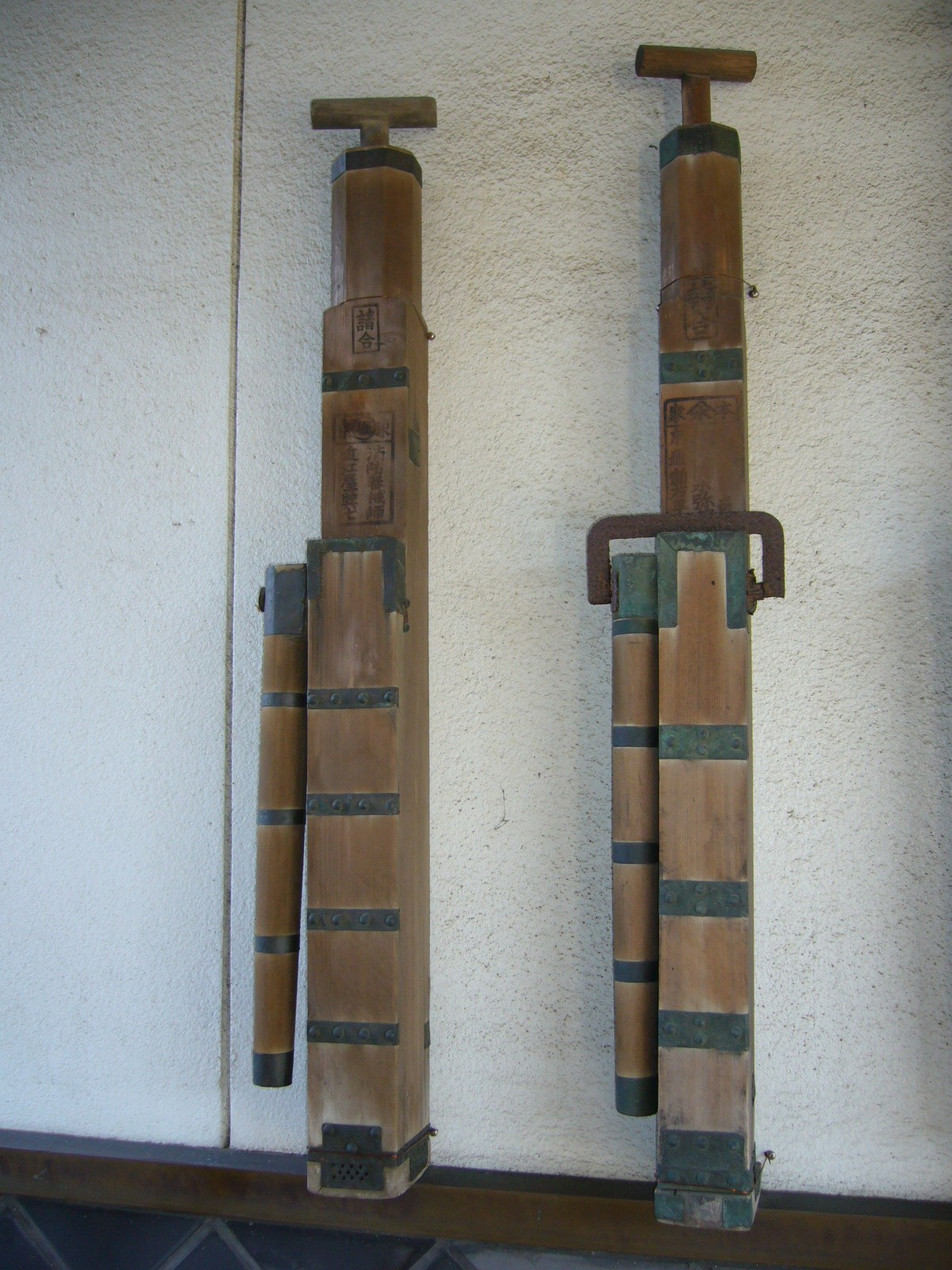
水鉄砲（人力により放水ができる）

江戸時代以前までの日本には、消防の組織が置かれず、消火の技術も乏しかったことから、火災に対して為す術がなかった。そのため、失火した場合は打ち首、放火した場合は火あぶりと、非常に厳しい刑罰が科されていた。
江戸時代初期の1629年、幕府から大名へ江戸の町の火消役を命ずる奉書が出された。これを奉書火消といい、日本の消防の淵源と考えられている（但し、出火の報を受けても奉書をいちいち書いて出動を命じるのんびりしたものであり、実際的ではなかったという）。さらに1643年には大名火消として組織が充実・整備された。その後、1657年の振袖火事を受けて、1658年、旗本による定火消（じょうびけし）が始まった。「め組」で有名な町火消は江戸時代中期に南町奉行であった大岡忠相が組織編成したものである。
このように官民で消防組織が編成されたが、ポンプもない時代では技術的にも限界があり、消防活動の中心は、火災周辺の住宅を破壊して延焼を防ぐ破壊消火（除去消火法）であり、消防技術としては龍吐水や水鉄砲など小規模の火を水で消すため道具が作られた程度であった。→江戸の火事の項も参照。
大政奉還に伴い、従来の常設消防機関であった定火消は姿を消し、江戸以来の町火消は消防組と呼ばれるようになる。明治になると、内務省は消防組を警察機関の一部として吸収していった。いわゆる警察消防時代の幕開けである。消防技術の面では、腕用ポンプや蒸気ポンプが輸入・国産化され、近代的な消防戦術が導入された。腕用ポンプは吸管を使い水利部署し、ホースを伸ばして火点を直接攻撃するという現代の消防に通じる消防戦術の歴史上のエポックとなった。また、蒸気ポンプはその運用に技術を要し、消防は高度化・専門化を促され、「鳶職」から消防へと専門化を遂げ、その過程で現代に通じる「消防署」を見る事となった。
大正期には、電話も普及し自動車ポンプが輸入され、都市を中心に消防が充実していき、地方都市でも消防組内に常備部を置くようになった。自動車用のエンジンを使った手引きガソリンポンプや三輪消防ポンプが昭和に入って普及し始める。
第二次世界大戦後は、GHQの指導により警察から独立し、1948年にいわゆる自治体消防制度が発足した。第二次大戦中に警防団として組織された消防組も、警察部門から切り離されて消防団として再出発した。その後、消防は着実に進展を遂げ、20世紀末までに消防常備化がほとんど完了した。
1971年、名古屋市で火災に遭い、一度消火した建物から再び出火した事例があり、建物の関係者が名古屋市消防本部を「注意義務を怠った」として訴えた。類焼者への賠償責任を免除するという失火ノ責任ニ関スル法律が消防署員に対しても適用されるかが争われたが、1978年7月17日、最高裁判所は判決で消防士に重大な過失が無ければ国家賠償の責任は負わないとした（重過失の有無について高等裁判所へ差し戻し）。

## 任務
現在の日本では、消防の任務は消防組織法により規定されている。消防の任務は、警防・救急・救助・予防に大別される。近年は、防災も消防の任務と考えられることが多くなりつつある。

### 警防
警防は、火災の防禦・消火に係る業務であり、本来の消防業務だといえる。火災の発生を覚知した時に、消火隊(ポンプ隊)を編成して消防車に搭乗して現場へ急行し、防禦・消火活動を行う。このように警防は現場活動を主とするため、多くの消防本部では警防業務と救急・救助業務を合同して、警防として所管することが多い。
また、火災や救急・救助の通報を受信し、各隊へ出動指令を出す通信指令業務も警防の一分野である。管轄区域内からの通報は、一旦、消防本部に設置されている通信指令室で受信し、発生場所に応じて所管の消防署、消防団、町村役場（消防団の役場分団）へ出動指令を発することとなるのが、一般的である。1990年代末期からは、高機能の指令システムが開発・導入され、固定電話から通報を受ければ、その通報元が瞬時に指令システムのモニタ画面の地図上に表示されるようになっている場合もある。
また、1990年代後期以降、携帯電話での通報が増えたが、管轄本部の通信指令室が直接受信するのではなく、都道府県内の主要（主に県都所在地の）消防本部に一度つながり、転送されることとされていたため、余分な時間がかかっていた。しかし、2005年度中からは全国的に、携帯電話からの通報を所管の消防本部が直接受信できる体制が整備された。ただし、携帯電話無線の感知状況によっては、県境付近で他県の通信指令室につながることもあるため、迅速性と場所の確認の面から固定電話での通報の方が有利であると言える。2007年春以降発売の携帯電話は原則GPS装備となり、位置特定に活用されている。
なお、消防では災害現場に出動する事を出動ではなく、現場に赴くという意味で出場と呼んでいる。（東京消防庁の場合）

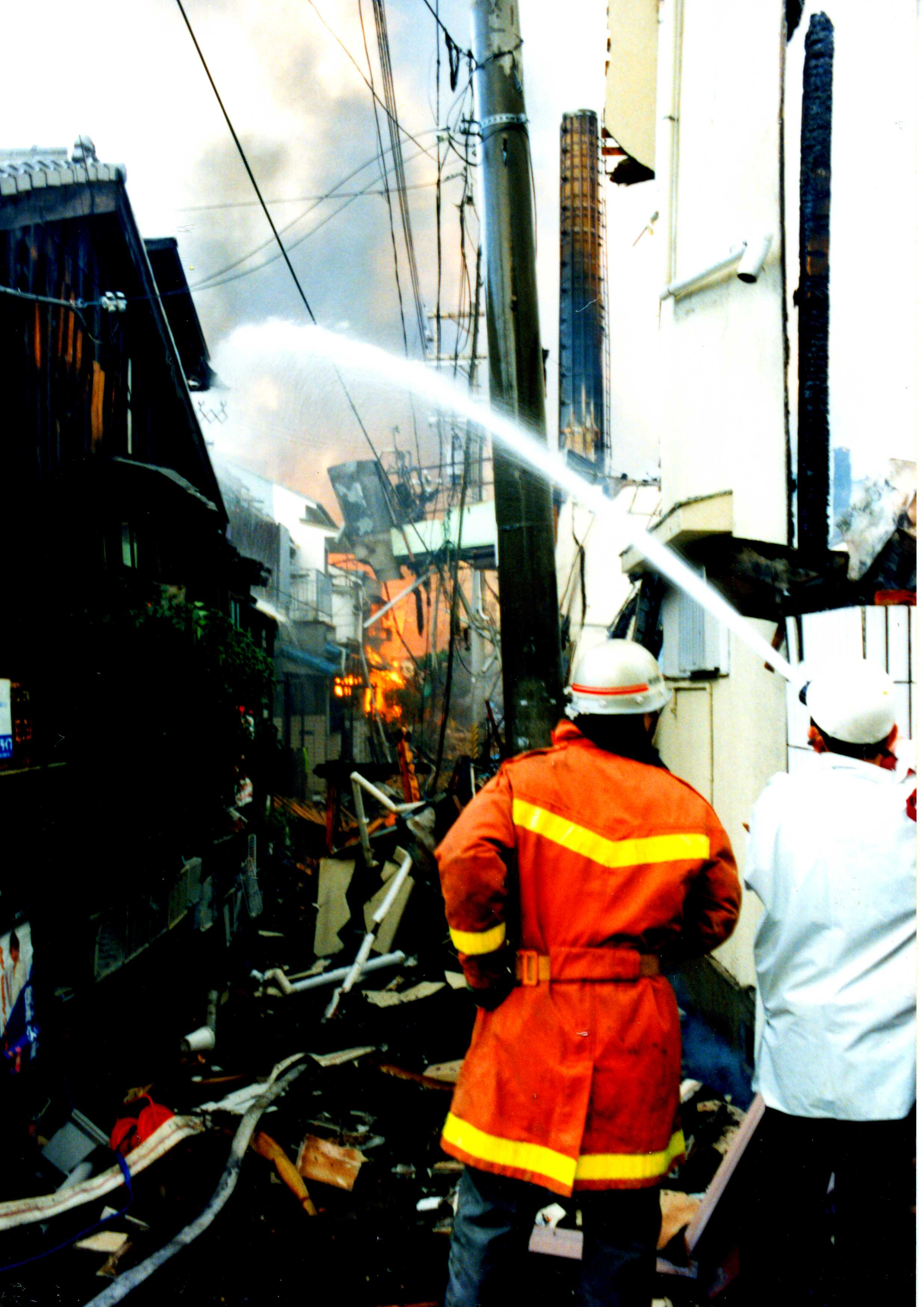
消火活動（阪神・淡路大震災にて）
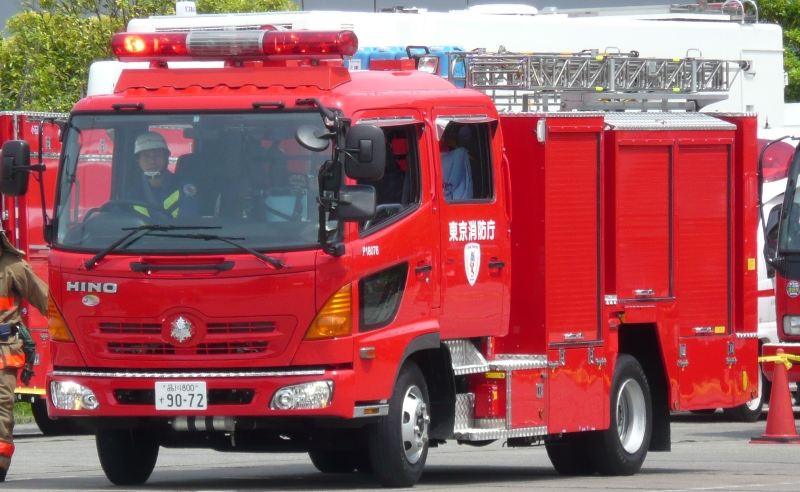
消防ポンプ車

### 救急
救急は、生命・身体に危機が差し迫った傷病者を病院まで搬送する業務である。救急隊が救急自動車に搭乗して実施する。救急は元々消防の任務ではなく、大都市で任意に消防機関による救急業務が行われてきたが、1963年に消防の任務として法制化された。以後、救急出動件数は増加の一途をたどり、2000年代には年間約500万件にのぼり、年間火災件数の約7～8万件と比べると格段に多く、消防の主任務となりつつある。本来は危機の差し迫った傷病者を搬送するのが業務であるが、軽度なケガ・病気による救急要請が非常に多く、真に救急搬送を要するのは全体の半数以下の200万件程度ではないかと言われている。
また、近年では、救急搬送件数の増加により救急車の不足が慢性化していることや、より高度な資機材を必要とする事案が増加していることなどから、ＡＥＤや応急処置器材を積載した消防車が救急現場に出動する、PA連携が全国的に行われるようになった。

また以前、救急隊員には、傷病者を病院まで搬送するだけで、医療行為を行うことは認められていなかったが、心肺停止など緊急性が特に高い傷病者については、早期の医療処置が必要であるとの声が高まり、1991年に救急救命士制度が創設され、有資格者は一定条件の下で特定の医療行為の実施が可能となった。救急隊に救急救命士を最低1人配置するため、教育訓練が精力的に進められている。2003年以降、電気的除細動、気管挿管、薬剤（アドレナリン）の投与などの行為が順次、救急救命士の業務として新たに認められるようになっている。

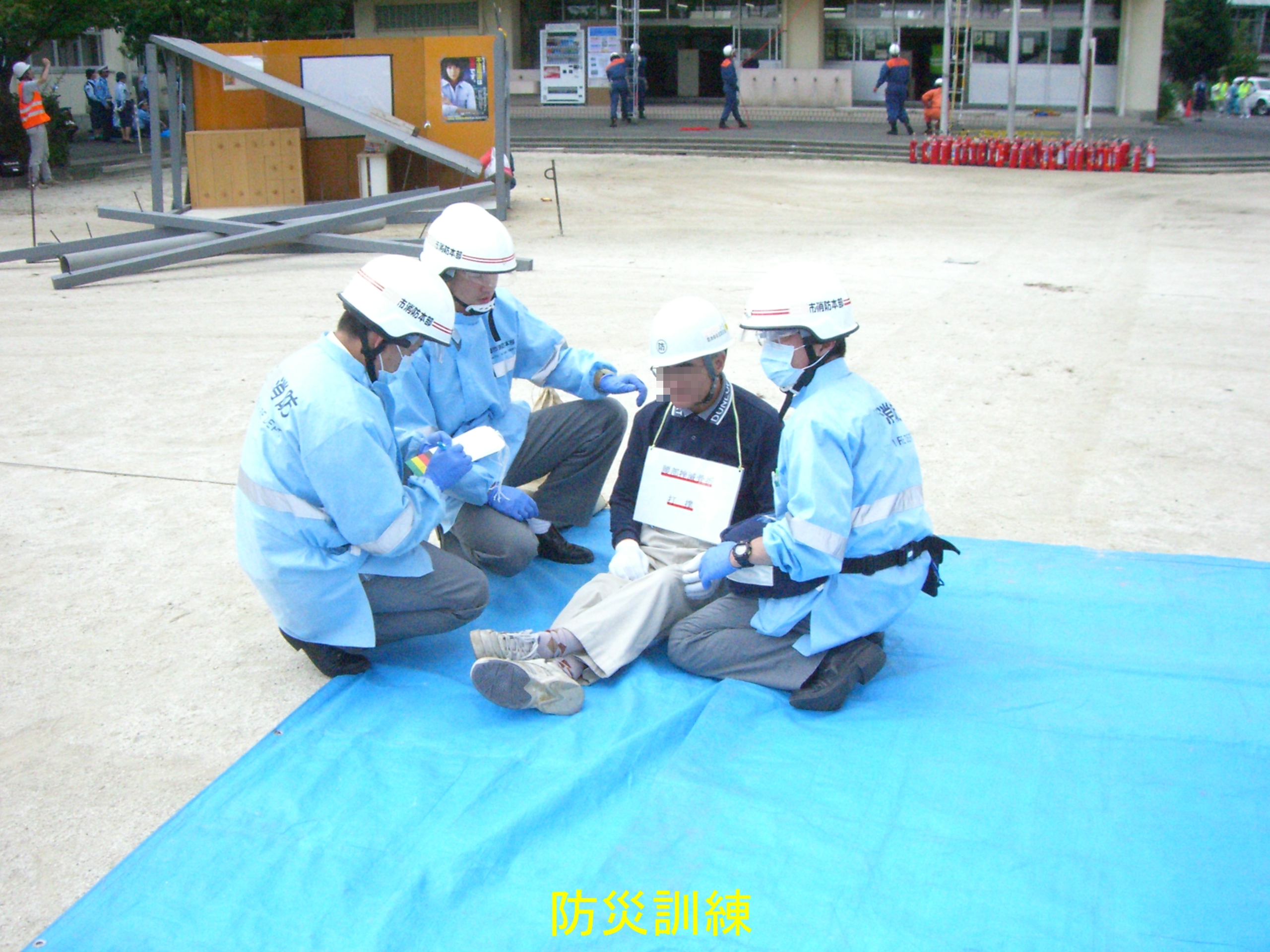
救急活動（防災訓練にて）
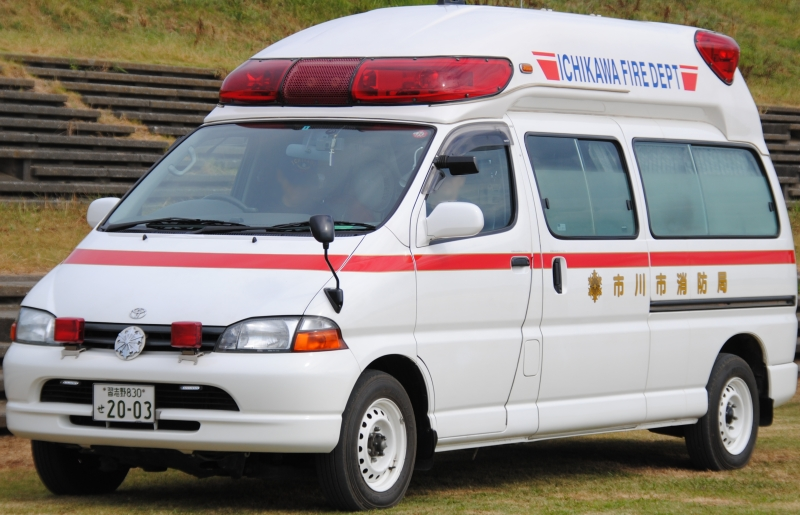
高規格救急車

### 救助
救助は、災害や事故により危険の迫った者を救出する業務である。救助隊・特別救助隊（レスキュー隊ともいう。）が救助工作車に搭乗し、救助資機材を駆使して救助業務を行う。救助の対象事案で最もポピュラーなものが交通事故であろう。主に事故車に閉じこめられた乗員・乗客を救出することとなるが、実は閉じ込められた人がいなくても、「危険排除」と呼ばれる、事故車からの燃料・オイル漏洩防止処置など、レッカー移動までの一連の作業を行う。
また水難事故や山岳事故での捜索・救助、地震やNBC災害の救助、洪水や土砂災害などの災害で孤立した住民を救出するのも救助の範囲である。さらに、エレベーター停止による閉じ込め、一人暮らしまたは一人の際に急病となり施錠された家屋・室内から脱出不能者の救出も担う。つまり、救助を求めているあらゆる事案で救助活動を行う。
日本は地震などの自然災害が多く都市化などが進んでおり通常の救助隊よりもより高度な装備や技術を持った消防救助機動部隊（ハイパーレスキュー）が東京消防庁に、特別高度救助部隊（スーパーレンジャー）が横浜市消防局にそれぞれ創設された。
さらに新潟県中越地震や福知山線脱線事故の教訓に上記の部隊を参考とし特別高度救助隊・高度救助隊が政令市や特別区、中核市などの消防本部にそれぞれ創設された。
また、本部によっては河川や山間部で起こる水難救助や山岳救助等の専門的な部隊として化学救助隊、水難救助隊、山岳救助隊も編成されている。東京消防庁には東京消防庁航空隊、政令市消防局には消防航空隊、都道府県（都と府を除く）には防災航空隊が設置されており消防防災ヘリコプターによる救助活動を行っている。
大規模災害時には国内の災害なら緊急消防援助隊、海外の災害なら国際消防救助隊（国際緊急援助隊救助チームの一員）が編成される。
- 救助隊の種類：保有装備などにより救助隊、特別救助隊、高度救助隊、特別高度救助隊の四段階構成になっている。なお、いずれ部隊も配置の基準を満たしていない自治体でも自主設置可能とされている。

| 区分           | 救助資機材の基準 | 車両の基準                       | 配置の基準                                                                                             | 隊員の構成                                                                        |
| -------------- | --- | -------------------------------- | --- | --------------------------------------------------------------------------------- |
| 救助隊         | 救助活動に必要最低限の資機材                                                                                               | 救助工作車または他の消防車1台    | 人口が10万人未満の地域                                                                                 | 人命救助の専門教育を受けた隊員5人以上で編成するように努める。いわゆる兼任救助隊。 |
| 特別救助隊     | 救助隊よりプラスアルファの資機材                                                                                           | 救助工作車1台                    | 人口が10万人以上の地域                                                                                 | 人命救助の専門教育を受けた隊員5人以上                                             |
| 高度救助隊     | 高度救助資機材（電磁波人命探査装置、二酸化炭素探査装置、水中探査装置など一部の高度救助資機材は、地域の実情に応じて備える） | 救助工作車1台                    | 中核市もしくは消防庁長官が指定するそれと同等規模もしくは中核市を有しない県の代表都市を管轄する消防本部 | 人命救助の専門教育を受けかつ高度な教育を受けた隊員5人以上                         |
| 特別高度救助隊 | 高度救助資機材と地域の実情に応じてウォーターカッターと大型ブロアー                                                         | 救助工作車1台と特殊災害対応車1台 | 政令指定都市および特別区が連合する消防(東京都)                                                         | 人命救助の専門教育を受けかつ高度な教育を受けた隊員5人以上                         |

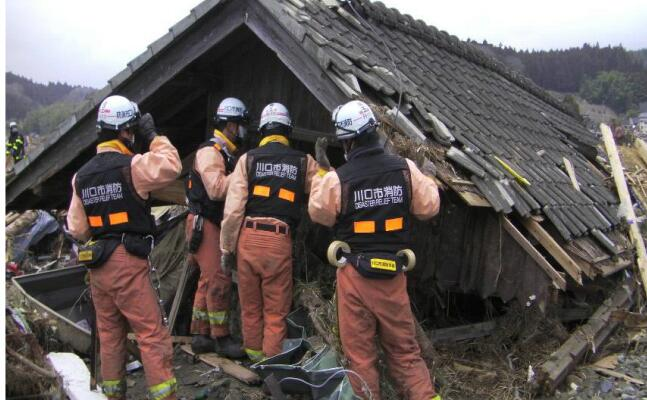
救助活動（東北地方太平洋沖地震に伴う東日本大震災被災地にて）
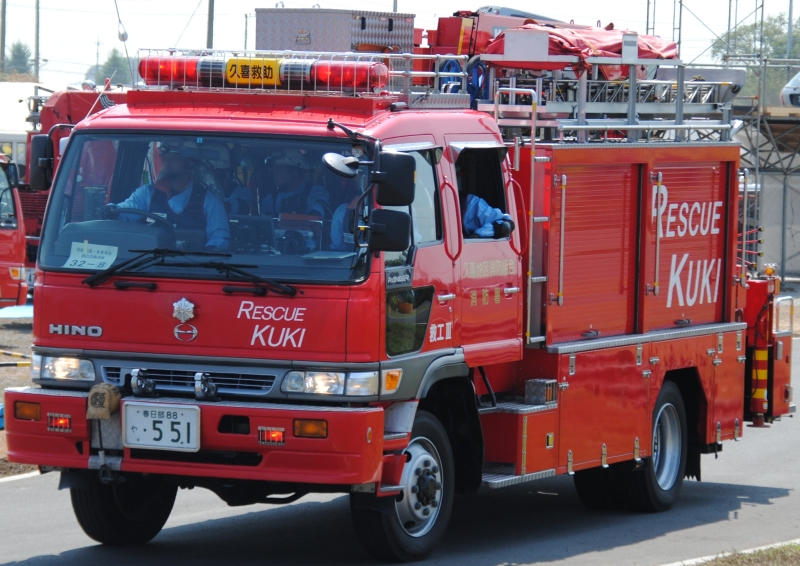
救助工作車

### 予防
予防は、火災の原因を調査し、建物の法令適合性を審査及び検査するとともに、火災が発生しないように建物管理者へ指導を行う業務をいう。建築確認と並行して行われる消防同意、建物への消防用設備の設置の指導、危険物の規制、防火対象物への予防査察、民間事業所の自衛消防組織への指導育成などが予防業務の範囲である。現在の建築物を始めとする都市の工作物や機能については、消防隊や救助隊の出場件数が多かった時代と比べ、安全性が遥かに高まっており、近年の火災・救助の出場件数は下げ止まり傾向にあるのが実情である。そのため消防行政全般の中で、警防業務における法改正や改編は減少しているものの、予防業務については複雑・高度化する建築物の進化の流れや、頻繁な法令改正に適応するため、高度化・改編が図られている。特に新宿歌舞伎町の火災事案以降、消防の行政責任が強くを問われるようになったことにより、消防法だけでなく、行政手続法や建築基準法といった予防行政の執行に付随する他法令の知識についても熟知が求められ、高度な知識を要する専門職域となっている。

## 消防機関
消防を行う組織を消防機関という。消防の責任は市町村が負うこととされている（消防組織法第6条）。そのため消防機関は市町村長の管理下にある。国や都道府県は、市町村消防へ指導・助言を行うにとどまり、市町村消防を管理する権限を持たない（同法第36条ないし第38条）。
消防機関には2種類あり、一つは消防本部、もう一つは消防団である（消防組織法第9条）。

### 消防本部
消防本部は消防専門の市町村部局である。常備消防ともいう。消防本部の業務実施機関として消防署が置かれる。

#### 消防本部の内部組織
1. 消防本部（東京消防庁を含み、「消防局」などの名称の場合もある）
2. 消防署・分署
3. 出張所・分遣所

#### 消防吏員と消防団員の身分と給与
1. 消防吏員は各自治体の職員で公安職の地方公務員である。労働三権は適用されない[注釈 1]。
2. 消防団員は非常勤の地方公務員である。災害出動・訓練などを行うことによりその費用（一日あたり100円、一出動ごとに手当7000円）が支弁される[注釈 2]。よって無償のボランティア団体ではなく、有償のボランティア団体である。

#### 消防吏員の階級
1. 消防総監：人事選考により昇任する。消防長級の階級である。消防機関としてこの階級を定めているのは東京消防庁のみである。
2. 消防司監：人事選考により昇任する。消防長級の階級であることが多い。
3. 消防正監：人事選考により昇任する。消防長級の階級であることが多い。
4. 消防監：人事選考により昇任する。消防長級の階級であることが多い。
5. 消防司令長：人事選考により昇任する。消防署長級の階級であることが多い。
6. 消防司令：人事選考により昇任する。
7. 消防司令補：各組織の規定によってことなるが、消防士長に昇任してから数年経過で昇任試験受験資格を得て、試験合格後この階級へ昇任する。一定の年齢に到達することにより昇任する場合と、年功序列・その他の人事選考により昇任する場合もある。
8. 消防士長：各組織の規定によってことなるが、採用後数年経過で昇任試験受験資格を得て、試験合格後この階級へ昇任する。一定の年齢に到達することにより昇任する場合と、その他の人事選考により昇任する場合もある。
9. 消防副士長：各組織の規定によってことなるが、採用後数年経過でこの階級へ昇任する。
10. 消防士：採用時のほとんどがこの階級である。

### 消防団
消防団は、民間人により構成されるボランティア的な消防機関である。非常備消防ともいう。

#### 消防団員の階級
1. 団長
2. 副団長
3. 支団長
4. 副支団長
5. 分団長
6. 副分団長
7. 部長
8. 班長
9. 団員

### 国・都道府県の関係組織
消防に関する事務を所管するため、国においては消防庁が、都道府県においては消防防災主管課（都道府県により、防災消防課・危機管理課などと名称が異なる）が設置されている。
消防庁は、総務省の外局として、国の消防防災政策の企画・立案や各種法令・基準の策定などに携わる。職員定数は119人。職員は消防官ではなく総務事務官・技官。
都道府県は、消防職員・消防団員の教育訓練、国や市町村消防との調整、広域的な消防に関する調整などに携わる。東京都は特別区の存する区域内において消防責任を負い（消防組織法第26条ないし第28条）これを実施するために東京消防庁を設置している。また東京都は都内市町村（稲城市および島嶼地域は除く）からの事務委託を受け、当該区域も東京消防庁の管轄区域としている。なお、都道府県レベルでの消防本部は東京消防庁以外存在しないが（都道府県レベルに近い規模として奈良県は奈良市と生駒市を除くほぼ県内全域を奈良県広域消防組合が管轄区域としている）、消防職員・消防団員へ教育訓練を行う消防学校は、都道府県の管轄である（一部、政令指定都市が設置する消防学校もある）。さらに、都道府県が保有する消防防災ヘリコプターにより、市町村消防の要請に応じて、消火活動や救急搬送などの「支援」が行われている。

### 主要都市の消防組織
東京都
- 東京消防庁

| 政令指定都市 - 札幌市消防局 - 仙台市消防局 - さいたま市消防局 - 千葉市消防局 - 横浜市消防局 - 川崎市消防局 - 相模原市消防局 - 新潟市消防局 - 静岡市消防局 - 浜松市消防局 | - 名古屋市消防局 - 京都市消防局 - 大阪市消防局 - 堺市消防局 - 神戸市消防局 - 岡山市消防局 - 広島市消防局 - 福岡市消防局 - 北九州市消防局 - 熊本市消防局 |

### 特別地方公共団体
市町村単独では消防本部を置かず、複数の市町村が、特別地方公共団体である一部事務組合又は広域連合を設け、消防本部を設置する場合もある。これらは消防組合とも呼ばれる。
- 消防事務を共同処理するために、一部事務組合（地方自治法第284条第2項）として消防本部を設置
- 消防事務を広域にわたり処理するために、広域連合（地方自治法第284条第3項））として消防本部を設置

いずれの場合であっても、市町村の消防に関する責任（消防組織法第6条）は当該市町村にある。

### その他消防組織
自治体の消防本部以外では皇宮警察本部が皇居や御所の消防業務を担っている。
また、空港では警備会社に消防業務を委託している。この場合は自衛消防隊の扱いとなる。

## 消防の常備化
市町村に消防本部・署が設置されることを常備化というが、全ての市とほぼすべての町村が常備化されている。常備化されていない町村は2017年現在で全国に離島や山間部を中心に計約30ある。
→詳細は「消防本部一覧 § 常備消防未設置町村」を参照

## 消防事務の委託
財政が困難で常備消防が持てない自治体は、多くの場合、近隣の市や町に事務委託したり、前述のとおり近隣の自治体と一部事務組合（消防組合）または広域連合を設置したりする。
事務委託を行うのは、東京都（東京消防庁）を除けば主に小規模の町村が多いが、中には群馬県みどり市（桐生市へ委託）や静岡県島田市・牧之原市（ともに静岡市に委託）、三重県いなべ市（桑名市へ委託）、大阪府高石市（堺市へ委託）のような例もある。

## 消防の広域化
近年、総務省消防庁の指導により、広域化が進んでいる。
2006年（平成18年）6月に消防組織法が一部改正され、市町村の消防の広域化について規定され（消防法第4章（第31条 - 第35条））、都道府県が消防の現況、将来の見通しを勘案し、広域化を推進する必要があるものとして推進計画に位置づける市町村について、国・都道府県が支援することとされた。
当初、総務省消防庁が定めた基本指針では、広域化の実現の期限を2012年度（平成24年度）末として財政支援策等が定められていたが、2013年（平成25年）に基本指針が改正され、期限が2018年（平成30年）4月1日までに延長された。
- 市町村の消防の広域化とは、二以上の市町村が消防事務（消防団の事務を除く。）を共同して処理することとすること又は市町村が他の市町村に消防事務を委託することをいう。（消防組織法第31条）
- 市町村の消防の広域化は、消防の体制の整備及び確立を図ることを旨として、行われなければならない。（消防組織法第31条）

消防広域化の最たる例として、奈良県のうち北和2市（奈良市・生駒市）を除いた県域の約8割をカバーする奈良県広域消防組合や、全県を東部・中部・西部の3消防組合に再編した鳥取県が挙げられる。なお奈良県広域については、当初は奈良市・生駒市も含めて広域化する計画であったが、協議の途中で両市が離脱した。

## 消防広域応援
大規模災害や特殊災害に当たっては、災害発生地の消防だけで対応できないことがある。そのため、消防相互応援協定の締結などによって、市町村消防の間で消防広域応援が実施されている。一つの都道府県内で全市町村・消防一部事務組合が統一の応援協定を結ぶのが一般的であるが、都道府県境を超えて隣接市町村間などで応援協定が結ばれることもある。
しかし、都道府県内の消防力をもってしても対応できない災害の場合は、他都道府県から消防応援を受けることとなる。そのための制度が緊急消防援助隊である。1995年の阪神・淡路大震災が発生した際、当時は全国的な消防応援体制が組織されていなかったため、消防の応援が必ずしも有効に機能した訳ではなかった。この教訓から全国的な消防応援組織として緊急消防援助隊が発足した。その後、2003年の消防組織法改正で、緊急消防援助隊制度が明文化・充実化され、大規模災害に対する全国規模での緊急対応体制が確立されたことになる。
また、自治省消防庁（現在の総務省消防庁）が海外で大規模災害が発生した際に消防本部から救助隊を派遣する制度として1986年4月に国際消防救助隊が発足した。1987年9月になると国際緊急援助隊の派遣に関する法律の施行に伴い、国際消防救助隊は国際緊急援助隊救助チーム（消防庁、警察庁、海上保安庁）の一員として位置づけられることになった。

## 消防の施設・設備
消防が十分な施設・設備を保有することが出来るよう、消防庁から「消防力の基準」と呼ばれる指針が示されている。消防力の基準に照らすと、消防の施設・設備はまだ不十分である。消防の施設・設備には、消防水利を始めとして、消防庁舎、消防車両、各種資機材、通信機器、隊員の服装などがある。

### 消防水利

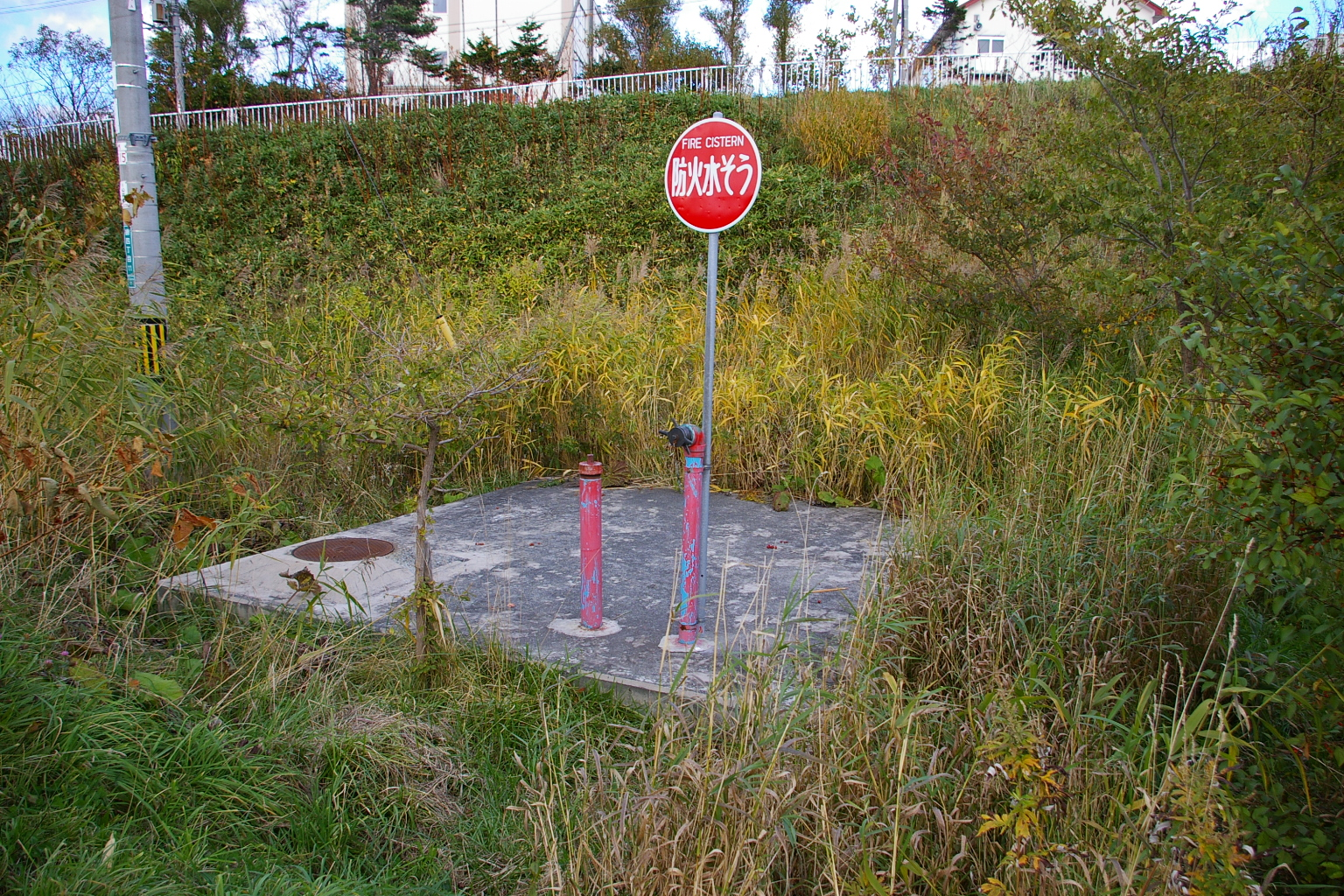
地下式防火水槽

### 消防車両

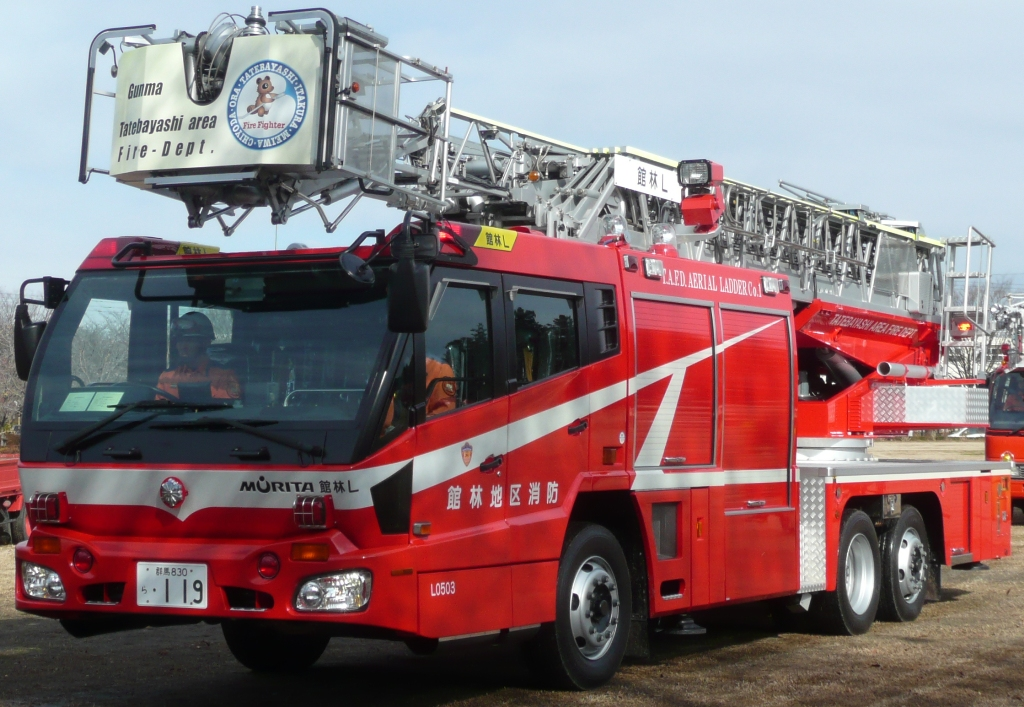
はしご消防車（30メートル級）

### 装備
出動の際は錣（しころ。顔と首筋を守る肩までの覆い）付き・フェイスシールド内蔵の耐火素材製（火を付けられても絶対に燃え出さず溶けるだけの）ヘルメット、防火衣（防水処理済耐火繊維で出来たハーフコート、同種のオーバーズボンと長靴）。高温の火点を抑圧する場合は耐熱服を、活動服（制式の作業服）の上に着用する。救出などで、煙が充満している建物内部に突入する場合は残圧警報器付の空気呼吸器（空気ボンベ）を背負い、これとホースで繋がった「面体」（ゴーグル一体型の呼吸用マスク）を着装、携帯警報器（トラブルで動けなくなった場合に救難信号を発する）を着ける。完全装備時の総重量は40キログラム。
防火服の着用は、出動指令後に装備ロッカー前に着いてから30秒以内に完了するよう、消防学校で徹底的に叩き込まれる。着用完了後、ヘルメットを被りながら車庫に駆け込み、機関員（運転手）がエンジンを掛けて待つ消防車に飛び乗る。この間おおよそ1分以内。
このほか、気密性の高い化学防護服（NBC防護服とも）、放射線環境下での活動のため遮蔽体が縫いこまれた放射線防護服、蜂の攻撃から防護する蜂防護服等を、状況に応じて着用する。
また個人携行型の消火装備である「インパルス消火システム」を使用することもある。
通常勤務では紺色の「活動服」「執務服」と呼ばれる作業服を着用する。出動の際はこの上から防火服や感染防止衣を着る。なお、ポンプ隊と救急隊、救助隊では活動服が異なり、救急隊は灰色ベースの「救急服」、救助隊はオレンジ色ベースの「救助服」が別に存在する。
予防業務や本部勤務者、また礼式などの際にはダブルの背広型の制服を着用する。